# Santuario della Madonna della Guardia (Ornavasso)
Il Santuario della Madonna della Guardia, così chiamato per via della vicina torre detta della guardia ma in realtà intitolato all'Immacolata concezione della Vergine Maria, è un edificio religioso situato a Ornavasso nella provincia del Verbano-Cusio-Ossola.
Situato su un promontorio lungo la strada che conduce al Santuario della Madonna del Boden, circa 75 metri sopra la chiesa parrocchiale di Ornavasso, è una delle opere più notevoli del barocco piemontese.
Venne edificato tra la fine del XVII e la prima metà del XVIII secolo sui resti di una preesistente cappella per volere della popolazione walser e rappresenta l'edificio religioso coperto privo di colonne più grande dell'Ossola.

## Storia
La costruzione dell'edificio venne avviata nel 1674 in un luogo in cui erano già presenti edifici di culto minori. Il nome della chiesa deriva da quello dell'adiacente torre d'avvistamento costruita sull'altipiano verso il XVI secolo.
Sull'altipiano era presente una cappelletta dedicata a Maria vergine risalente al 1600 dove la tradizione popolare voleva che una pastorella muta trovasse ogni giorno pane in quantità per sfamarsi durante la giornata e che infine ricevette, come atto miracoloso della Madonna, il dono della parola. In segno di rispetto per questi eventi la popolazione locale edificò una struttura in legno coperta attorno alla cappella per potervi celebrare la messa.
Nel 1672 la popolazione invia al vescovo di Novara il progetto di una chiesa da edificarsi sul luogo della cappella. Il vescovo autorizza la costruzione due anni più tardi e i lavori iniziano il 12 maggio dello stesso anno con la benedizione della prima pietra da parte di don Bartolomeo Jachini, parroco di Ornavasso. Il progetto fu dell'architetto milanese Attilio Arrigoni — autore fra l'altro della chiesa della Rotonda della Besana di Milano — ma per la sua imponenza non venne mai portato a compimento secondo il disegno originario.
I lavori procedono fino al 1689 quando vengono interrotti a causa della particolare rigidità di quell'inverno. Per ridare slancio alla costruzione nel 1693 viene autorizzato il lavoro nei giorni festivi. Nel 1701 all'edificio manca la copertura ma i lavori si interrompono per la mancanza di fondi. La costruzione del tetto riprende nel 1708 ma viene interrotta nel 1712 per problemi strutturali poiché il peso della copertura è superiore a quello che la struttura è in grado di reggere. Le capriate vengono rimosse e il tetto ricostruito con una struttura più leggera che però non risolverà tutti i problemi strutturali dell'edificio. Completata la copertura nel 1718, si iniziano i lavori sugli interni. Tra il 1719 e il 1722 vengono realizzati coro e presbiterio. Nel 1739 viene assegnato l'incarico per la realizzazione delle finestre e del colonnato in stucco veneziano. I capitelli e il cornicione vengono aggiunti fra il 1739 e il 1746.
A partire dal 1746 viene realizzata la pavimentazione che fa uso di beole provenienti dalle cave del circondario. I lavori rimangono fermi fino al 1759 quando vengono raccolti i fondi per completare le navate laterali, dedicate a san Giuseppe e sant'Anna; nel 1763 sono completati gli altari minori e nel 1765 vengono collocate le finestre della cupola ottagonale. Con la sostituzione dell'altare in legno con quello in marmo nel 1774, la chiesa si può considerare finalmente completata. Nel 1884 si dota l'adiacente torre di guardia di una campana.
A partire dal 1896, esauriti i lasciti con cui venivano finanziati i lavori di manutenzione, inizia la fase di declino dell'edificio. Durante la prima guerra mondiale la chiesa è usata come ricovero per i militari impegnati nella costruzione della linea Cadorna. L'uso militare dell'edificio si ripete anche durante la seconda guerra mondiale fornendo alloggio prima all'esercito e poi ai partigiani durante il periodo della repubblica partigiana dell'Ossola.
L'edificio è definitivamente chiuso al culto a partire dal 1965 e lasciato in stato di abbandono: si susseguono furti e atti vandalici, in parte già accaduti durante la seconda guerra mondiale.
Nel 1990 il parroco, don Ermus Bovio, incarica l'architetto Gino Tamini di redigere un progetto per il recupero dell'edificio sacro. Nel 1991, con i contributi della Regione Piemonte e del Ministero per i Beni Culturali, iniziano i lavori di recupero conservativo e il restauro.

## Architettura
L'edificio ha una tipica pianta a croce greca sovrastata all'incrocio dei bracci da una cupola ottagonale. La pavimentazione è realizzata con materiale di diverso colore per rappresentare una croce sugli assi.